# Florian Le Joncour
Florian Le Joncour, né le 3 février 1995 à Quimper, est un footballeur français qui joue au poste de défenseur central au SV Elversberg.

## Biographie

### Carrière en club

#### Jeunesse et formation
Originaire de Saint-Thois, Le Joncour débute le football à l'US Châteauneuf-du-Faou. Le natif de Quimper jouera également à Ergué-Gabéric et au Quimper KFC avant d'intégrer le pôle espoir de Ploufragan. Au pôle espoir, il est repéré par l'EA Guingamp et rejoint le centre de formation guingampais où il évoluera en U17 et en U19.

#### Début de carrière en amateur à Concarneau (2013-2015)
En 2013, en parallèle de ses études, Le Joncour rejoint l'US Concarneau, club de CFA où il jouera avec l'équipe réserve durant la saison 2013-2014 tout en s'entraînant avec l'équipe première. La saison 2014-2015 voit Le Joncour s'imposer en équipe première avec 28 titularisations en 30 matchs de CFA en plus de participer au parcours des Thoniers en Coupe de France où le club atteint les quarts de finale pour la première fois de son histoire.

#### Carrière professionnel en France (2015-2020)
Ses performances attirent l'œil du SM Caen, club de Ligue 1 qui recrute le défenseur central après deux saisons sous le maillot concarnois. Néanmoins, il ne parviendra pas à s'imposer en Normandie et jouera uniquement avec l'équipe réserve durant deux saisons entrecoupées d'un prêt concluant à l'US Avranches en National où il jouera 30 matchs dont un second quart de finale de Coupe de France face au Paris Saint-Germain.
En fin de contrat avec Caen, Le Joncour retourne à l'US Concarneau, promu depuis en National où il disputera en deux saisons, une cinquantaine de matchs avec les Thoniers. 

#### Départ en Belgique (2020-2024)
A l'été 2020, il est sollicité par plusieurs clubs, en France et à l'étranger mais décide finalement de rejoindre la deuxième division belge et le RWD Molenbeek. Il devient un titulaire indiscutable et lors de sa première saison ne manque qu'une seule rencontre à cause d'une suspension. Il reste titulaire indiscutable lors de la seconde saison en Belgique où son équipe est proche de la montée en Jupiler Pro League, échouant en barrages face au RFC Seraing. Sa troisième saison avec le RWD Molenbeek le voit être sacré champion de seconde division et accéder à la Jupiler Pro League,. Le début de saison 2023-2024 et la découverte de la Jupiler Pro League sera plus difficile pour Le Joncour à cause de deux blessures qui lui empêcheront de disputer la moitié des matchs de son équipe.

#### Transfert en Allemagne (depuis 2024)
A la fin du mercato d'hiver, Florian Le Joncour quitte le RWD Molenbeek pour être transféré au SV Elversberg, club promu de 2.Bundesliga. Il y devient titulaire indiscutable en défense et dispute 14 matchs jusqu'à la fin de la saison. La saison suivante, Le Joncour débute titulaire avant d'être stoppé par une blessure au coude pendant 3 mois et revenir progressivement, d'abord sur le banc puis titulaire en fin de saison et pendant les barrages d'accession à la Bundesliga face à Heidenheim.

## Statistiques
| Saison                | Club                  | Championnat           | Championnat | Championnat | Championnat | Coupe(s) nationale(s) | Coupe(s) nationale(s) | Coupe(s) nationale(s) | Play-offs | Play-offs | Play-offs | Total | Total | Total |
| Saison                | Club                  | Division              | M.          | B.          | P.d.        | M.                    | B.                    | P.d.                  | M.        | B.        | P.d.      | M.    | B.    | P.d.  |
| 2013-2014             | US Concarneau         | CFA                   | 0           | 0           | 0           | 0                     | 0                     | 0                     | -         | -         | -         | 0     | 0     | 0     |
| 2014-2015             | US Concarneau         | CFA                   | 28          | 2           | 0           | 4                     | 0                     | 0                     | -         | -         | -         | 32    | 2     | 0     |
| Sous-total            | Sous-total            | Sous-total            | 28          | 2           | 0           | 4                     | 0                     | 0                     | 0         | 0         | 0         | 32    | 2     | 0     |
| 2015-2016             | SM Caen rés.          | CFA 2                 | 18          | 0           | 0           | -                     | -                     | -                     | -         | -         | -         | 18    | 0     | 0     |
| 2017-2018             | SM Caen rés.          | National 3            | 18          | 1           | 0           | -                     | -                     | -                     | -         | -         | -         | 18    | 1     | 0     |
| Sous-total            | Sous-total            | Sous-total            | 36          | 1           | 0           | 0                     | 0                     | 0                     | 0         | 0         | 0         | 36    | 1     | 0     |
| 2016-2017             | US Avranches (prêt)   | National              | 24          | 1           | 0           | 6                     | 1                     | 0                     | -         | -         | -         | 30    | 2     | 0     |
| Sous-total            | Sous-total            | Sous-total            | 24          | 1           | 0           | 6                     | 1                     | 0                     | 0         | 0         | 0         | 30    | 2     | 0     |
| 2018-2019             | US Concarneau         | National              | 30          | 1           | 0           | 4                     | 0                     | 0                     | -         | -         | -         | 34    | 1     | 0     |
| 2019-2020             | US Concarneau         | National              | 19          | 1           | 1           | 2                     | 0                     | 0                     | -         | -         | -         | 21    | 1     | 1     |
| Sous-total            | Sous-total            | Sous-total            | 49          | 2           | 1           | 6                     | 0                     | 0                     | 0         | 0         | 0         | 55    | 2     | 1     |
| 2020-2021             | RWD Molenbeek         | Division 1B           | 27          | 1           | 0           | 1                     | 0                     | 0                     | -         | -         | -         | 28    | 1     | 0     |
| 2021-2022             | RWD Molenbeek         | Division 1B           | 25          | 4           | 0           | 2                     | 0                     | 0                     | 2         | 0         | 0         | 29    | 4     | 0     |
| 2022-2023             | RWD Molenbeek         | Division 1B           | 30          | 3           | 1           | 2                     | 0                     | 0                     | -         | -         | -         | 32    | 3     | 1     |
| 2023-2024             | RWD Molenbeek         | Jupiler Pro League    | 11          | 0           | 0           | 2                     | 0                     | 0                     | -         | -         | -         | 13    | 0     | 0     |
| Sous-total            | Sous-total            | Sous-total            | 93          | 8           | 1           | 7                     | 0                     | 0                     | 2         | 0         | 0         | 102   | 8     | 1     |
| 2023-2024             | SV Elversberg         | 2.Bundesliga          | 14          | 1           | 0           | -                     | -                     | -                     | -         | -         | -         | 14    | 1     | 0     |
| 2024-2025             | SV Elversberg         | 2.Bundesliga          | 17          | 1           | 1           | 1                     | 0                     | 0                     | 2         | 0         | 0         | 20    | 1     | 1     |
| Sous-total            | Sous-total            | Sous-total            | 31          | 2           | 1           | 1                     | 0                     | 0                     | 2         | 0         | 0         | 34    | 2     | 1     |
| Total sur la carrière | Total sur la carrière | Total sur la carrière | 261         | 15          | 3           | 24                    | 1                     | 0                     | 4         | 0         | 0         | 289   | 16    | 3     |

## Palmarès

### En club
- RWD Molenbeek
- Division 1B
  - Champion : 2023